# Janina Katz
Janina Katz (født 2. marts 1939 i Krakow, Polen, død 18. oktober 2013 i København) var en dansk forfatter, oversætter og litteraturanmelder.

## Liv
Janina Katz er født af polsk-jødiske forældre i Krakow. Det katolske ægtepar Mary og Stephen Priestly fra Dobczyce tog hende til sig, efter at hun som treårig blev smuglet ud af Plaszowlejren i Polen i 1943. På det tidspunkt havde hun mistet næsten hele sin familie. Hun blev først klar over, at hun var jøde, da hun som seksårig blev forenet med sin mor, der havde overlevet 2. verdenskrig.
Som voksen studerede hun polsk litteratur og sociologi ved Universitet Jagielloński i Krakow. Derefter arbejdede hun i en årrække som assistent ved Institut for sociologi og polsk filologi.
Hun forlod Polen sammen med sin mor i 1969. Med egne ord var hun på det tidspunkt "dødtræt af kommunismen", men dråben var den antisemitiske kampagne, der dominerede landet efter seksdageskrigen i 1967.
Janina Katz flyttede først til Tyskland, men allerede et år efter kom hun til Danmark, hvor hun arbejdede som litteraturanmelder og oversatte polsk skønlitteratur til dansk. I 13 år arbejdede hun på Det Kongelige Bibliotek. Derudover arbejdede hun for polske eksiltidsskrifter, for Radio Free Europe og senere også BBC.

## Forfatterskab
Hun debuterede, 22 år efter at hun var kommet til Danmark, som 52-årig, med digtsamlingen Min mors datter. Hun nåede at skabe et omfattende dansk forfatterskab, der med et fabulerende sprogoverskud behandler en tung sjælebagage, tilværelsens brud og de drømme, der ikke blev realiseret.
Janina Katz har hovedsageligt skrevet på dansk trods hendes polske modersmål. Dog kom i 2008 digtsamlingen Pisane po polsku, som hun senere selv oversatte til dansk og udgav med titlen Skrevet på polsk.
I 1998 fik hun Beatrice Prisen, fra 2002 fik hun Statens Kunstfonds livsvarige ydelse. I 2012 var hun indstillet til Nordisk Råds litteraturpris for digtsamlingen Skrevet på polsk.

### Oversættelser
Janina Katz oversatte blandt andet fire bind prosa og lyrik af Zbigniew Herbert, fire digtsamlinger af Ewa Lipska, to digtsamlinger af nobelprismodtageren Wisława Szymborska, et bind af Czesław Miłosz og Tadeusz Różewicz, dramatik af Sławomir Mrożek og prosa af Tadeusz Konwicki og Kazimierz Brandys.

## Priser og udmærkelser
- Statens Kunstfonds pris for årets bedste roman: Mit liv som barbar, 1993.
- Drassows Legat, 1998.
- Beatrice Prisen (Det danske Akademi), 1999.
- Statens Kunstfonds livsvarige ydelse, 2002.